# Tetanury
Tetanury (Tetanurae) – grupa zaawansowanych teropodów; jej przedstawiciele charakteryzowali się zredukowanymi dwu- lub trójpalczastymi kończynami przednimi oraz usztywnionymi ogonami.
Do tetanurów należały m.in.: allozaur, welociraptor oraz tyranozaur. Znane w zapisie kopalnym od środkowej jury, jednak nie wyklucza się przynależności do tetanurów (najczęściej uznawanego za teropoda) późnotriasowego archozaura z rodzaju Smok odkrytego w Lisowicach. Tetanury zostały zdefiniowane przez Jacques'a Gauthiera jako klad obejmujący wszystkie teropody bliżej spokrewnione z ptakami niż z ceratozaurami. Według zmodyfikowanej definicji Sereno z 2005 Tetanurae to najszerszy klad obejmujący Passer domesticus, ale nie Ceratosaurus nasicornis i Carnotaurus sastrei.

## Klasyfikacja
- Rząd Saurischia
  - Podrząd Theropoda
    - Infrarząd TETANURAE
      -  Nadrodzina Megalosauroidea
        - Rodzina Megalosauridae
        - Rodzina Spinosauridae

      - Takson Avetheropoda
        - Takson Carnosauria
        - Takson Coelurosauria